# Flashback (Nederlandse rockband)
Flashback was een Nederlandse rockband uit Rotterdam. De band bestond van 1969 tot 1978 en bracht verschillende singles uit. Daarvan bereikte There he comes de Nederlandse hitlijsten. De leadzangeres was Trudy Huijsdens.

## Bezetting
- Trudie Huijsdens (zang)
- Jenny Edenburg (zang)
- Okkie Huijsdens (zang, orgel en piano)
- Cees Stolk (zang, orgel en piano)
- Jeffrey Rademaker (gitaar)
- Jim van Bokhoven (gitaar)
- Fokke Openty (basgitaar)
- Hans van Rijswijk (drums)

## Singles
- 1970: There he comes, nummer 29  in de Nationale Hitparade, nummer 35 in de Top 40
- 1970: Black magic
- 1970: Mister money
- 1972: Let's do it together
- 1977: Until we say goodbye